# Bigfat
Bigfat (titulado El gordo de las nieves en España y Pie Gordo en Latinoamérica) es el decimoséptimo episodio de la undécima temporada de la serie de televisión cómica animada Padre de familia. Se estrenó el 14 de abril de 2013 mediante FOX en los Estados Unidos. El episodio fue escrito por Brian Scully y dirigido por Julius wu.

## Argumento
Glenn Qugmire pide a los chicos que vienen junto con él a ir en un viaje a algunos clubes de estriptis en Montreal. Quagmire les dice que le mientan a sus esposas con el fin de que no reciban reclamaciones de ellas en el futuro.
En el avión privado de lujo que Quagmire adquiere, Peter abre la puerta del avión y hace que se estrelle en un bosque de Canadá. Ellos construyen refugio para pasar la noche. Debido a una trampa para animales instalada por Peter, Quagmire rompe sus piernas. Peter es el único capaz de hacer un largo recorrido para pedir ayuda, es por eso que sale lo más rápido posible para buscar a alguien que los rescaten. Pero solo después de que él se va, se enteran de que se estrellaron en el patio trasero de un canadiense. Quagmire se preocupa por Peter pero él ya ha desaparecido en el bosque.
Dos meses más tarde, el Grupo de Búsqueda y Rescate casi renuncia a la búsqueda, pero finalmente encuentran signos del donde podría estar Peter. La familia acude al lugar donde fue encontrada una muñeca de Edna Garrett hecha con ramas de árboles. Después de buscarlo, lo encuentran, pero totalmente distinto, actúa como una bestia salvaje, no habla, tiene el pelo largo, al igual que la barba, y su cuerpo con solo ropa interior y fangoso.
Al llevar a Peter a casa, tratan de reintegrarlo a su vida, Lois le muestra a Peter vídeos que grabó de él antes de convertirse en salvaje. El primer vídeo le sugiere que mire un segundo vídeo, al hacerlo, Peter en la grabación dice que solo lo esclavizarán y le dice que salga corriendo y sea libre. Stewie trata de ayudarlo mediante música. En la noche, Lois se despierta y descubre a Peter en el basurero. Quagmire y Joe lo visitan para ver el avance, pero solo comprueban que no ha ido nada bien. La familia Griffin decide llevar a Peter a la naturaleza, porque ahí será feliz. En el bosque, la familia se despide de Peter, Peter se aleja de la familia. Pero cuando Meg se despide, Peter intenta hablar para callarla y pronto recuerda quien es.
En casa, cuando todo volvió a la normalidad, Peter dice que Quagmire lo llevará a un club de estriptis en Montreal. En el club se ve a Charlotte Rae como Estríper.

## Recepción

### Recepción crítica
Kevin McFarland de The A.V. Club calificó al episodio con una "C" diciendo: "Bigfat es uno de esos episodios consistentemente divertidos derribado por el exceso de bashing hacia Meg.
Mark Trammell de TV Equals dijo:"En definitiva, una buena, pero no es un excelente episodio que tenía las características de un clásico, pero vaciló al final. Si usted es un fan del viejo humor de "Padre de familia", usted por lo menos quiere ver la primera parte del episodio, pero esté prevenido, no hay nada mejor que eso.
John de Bubbleblabber dio al episodio un 9 sobre 10 diciendo:" Por mucho, este es el mejor episodio de Padre de familia en la temporada. Había tantas bromas esta noche que me sentí como si estuviera jugando contra Chris Davis mientras lanzaba jonrones contra mí. Hubo un Crossover King of the Hill/American Dad! incluso fue mencionado South Park.

### Audiencia
El episodio recibió una calificación de 2.5 en el grupo demográfico 18-49 y fue visto por un total de 5,02 millones de espectadores. Esto lo convirtió en el programa más visto de la noche de la dominación de la animación en FOX, superando a The Simpsons, American Dad!, Bob's Burgers y The Cleveland Show.